# 安德烈·多罗申科
安德烈·尼古拉耶维奇·多罗申科（羅馬化：Andrey Nikolaevich Doroshenko；1977年3月10日—）是俄罗斯政治人物，第八届国家杜马代表。
2010年至2012年，安德烈·多罗申科担任阿尔马维尔市杜马代表。2012年至2021年，他担任第五届和第六届克拉斯诺达尔边疆区立法议会代表。自2021年起，他担任克拉斯诺达尔边疆区阿尔马维尔选区第八届国家杜马代表。

## 制裁
多罗申科于2022年因俄乌战争而受到英国政府制裁。